# Siripong Jampakam
Siripong Jampakam (ur. 28 czerwca 1990) – tajski zapaśnik walczący w obu stylach. Zajął piętnaste miejsce na igrzyskach azjatyckich w 2022. Dziesiąty na mistrzostwach Azji w 2012 i 2019. Brązowy medalista igrzysk Azji Południowo-Wschodniej w 2019, 2021 i 2023 roku.